# Velofahren in Basel

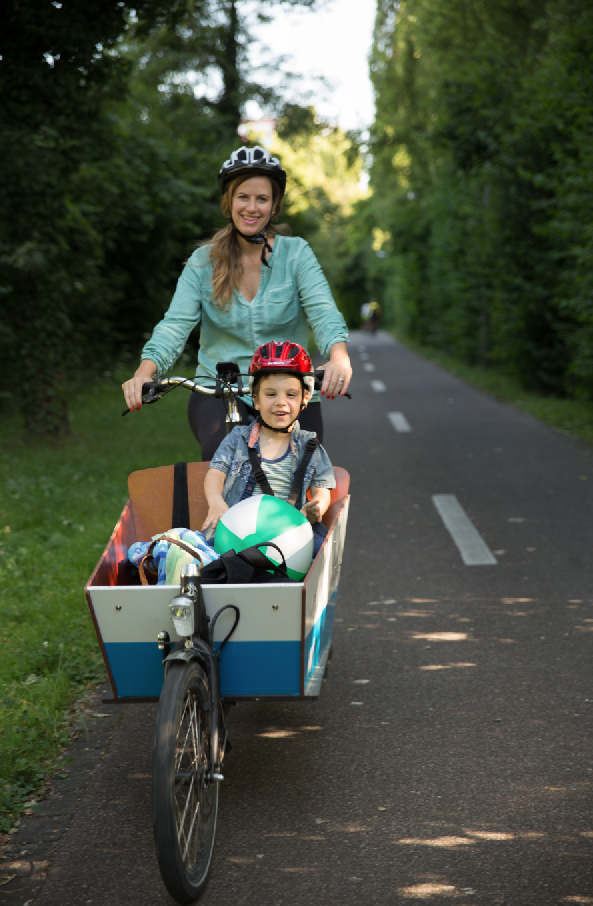
Velofahrerin mit Kind auf Cargovelo in Basel

Velofahren in Basel ist eine wichtige Art der Fortbewegung innerhalb von Basel, der drittgrössten Stadt der Schweiz. Der Veloverkehr in Basel hatte 2021 einen Anteil von 21 % am Modalsplit, gemessen als Anteil der Wege als Hauptverkehrsmittel. Das entspricht dem höchsten Wert aller Schweizer Grossstädte. Mit dem Velo zur Arbeit fährt dabei rund 55 % der Stadtbevölkerung.
Der Veloverkehr in Basel ist am Wachsen und wird gefördert. Der Regierungsrat des Kantons Basel-Stadt will Basel zur «Velostadt Nummer eins der Schweiz» machen und hat dazu einen Masterplan erarbeitet.
Basel rangierte 2018 beim vierjährlichen PRIX Velostädte von Pro Velo Schweiz auf Rang 11 von 45 bewerteten städtischen Gemeinden und als dritte Grossstadt nach Winterthur und Bern.

## Förderung des Veloverkehrs

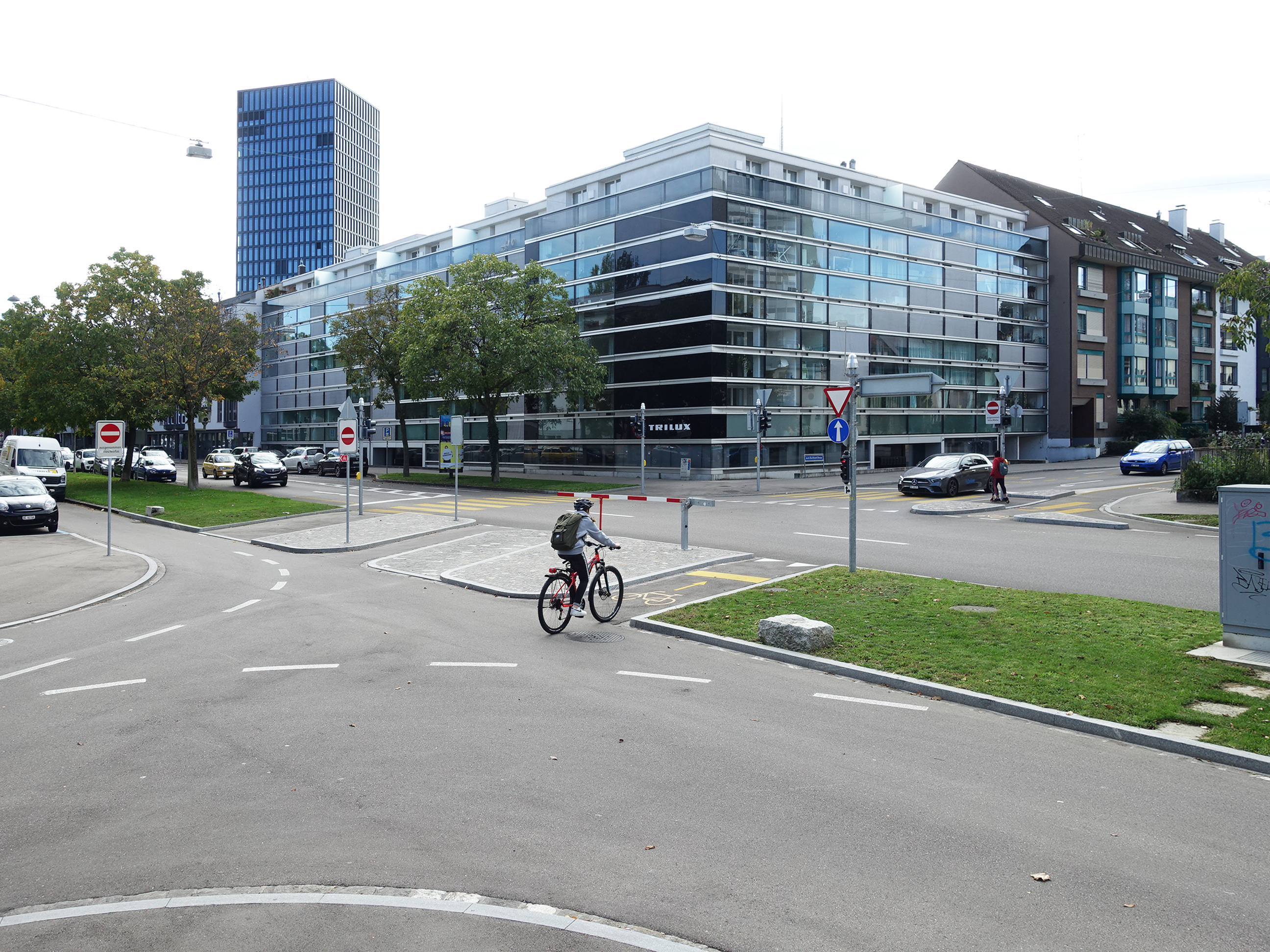
Velofahrer auf Infrastruktur der kantonalen Radwegverbindung an der Jacob Burckhart-Strasse

Bereits 1975 definierte der Regierungsrat des Kantons in seiner Zukunftsvision «Basel 75 - Hauptziele eines Stadtkantons» die Veloförderung als eines von 12 Hauptzielen.
2017 wurde ein Masterplan Velo durch die Regierung beschlossen, er definiert zwei strategische Handlungsfelder: Erstens das Bereitstellen einer optimalen Veloinfrastruktur und zweitens zielgruppengerechte Dienstleistungen und begleitende Kommunikation für Menschen die Velo fahren.
Die Veloinfrastruktur soll in den drei Schlüsselaspekten: kontinuierliche Verbesserung bei Unterhaltsarbeiten, bessere Veloabstellplätze und Weiterentwicklung der Velorouten zu einem durchgehenden Netz.
Die Dienstleistungen umfassen zum Beispiel einen Velostadtplan, Projekte zur Sensibilisierung oder das Bereitstellen von Velos, Spezialvelos und Velozubehör zum Testen.
Der Masterplan wurde breit kritisiert, Politiker der SP und der Grünen monierten fehlende visionäre Ideen und finden den Masterplan zu wenig innovativ. Von bürgerlicher Seite wurde kritisiert, dass im Masterplan Projekte auftauchen, welche Bestandteil von in Volksabstimmungen verworfenen Projekten waren. So enthielt etwa der Veloring, welcher im Mai 2017 in einem Referendum abgelehnt wurde, bereits die Zollibrücke.

## Velostationen und -parkierung
Die Stadt Basel betreibt zwei Velostationen an den Standorten am Bahnhof St. Johann und am Bahnhof SBB. Beim Bahnhof SBB befindet sich eine weitere Velostation, welche durch die SBB betrieben wird. In Lörrach beim Bahnhof befindet sich die Velostation Velö.

## Veloverleihsysteme
Kleinere stationslose Verleihsysteme können in Basel, unter Einhaltung bestimmter Regeln, bewilligungsfrei betrieben werden. 2021 sind in diesem Regime folgende Systeme für E-Trottinette, E-Bikes und Elektromobile in Betrieb:
- Bird Ride, mit bis zu 200 E-Trottinetten
- Zisch, mit bis zu 200 E-Trottinetten
- Lime Bike, mit bis zu 200 E-Trottinetten
- Tier Mobility, mit bis zu 200 E-Trottinetten
- VOI, mit bis zu 200 E-Trottinetten
- HighSpeedService, mit bis zu 200 E-Trottinetten
- ENUU, mit bis zu 40 vierrädrigen Elektroleichtfahrzeugen / motorisierten Rollstühlen
- Pick-e-Bike, mit bis zu 200 E-Bikes

Pick-e-Bike wird seit 2021 durch den Pendlerfonds der Stadt Basel mit jährlich 150'000 unterstützt. Die Unterstützung wurde durch Pick-e-Bike beantragt und vom trinationalen Pendlerfondrat positiv beurteilt.
An 23 Standorten lassen sich zudem 24 Cargovelos von carvelo2go mieten.
Seit September 2021 steht zudem ein grosses Veloverleihsystem für Basel bereit. Dieses wurde von der Stadt Basel in einer öffentlichen Ausschreibung gesucht, die Firma Intermobility erhielt mit ihrem System Velospot den Zuschlag. Auch dieses System wird durch den Pendlerfonds unterstützt.

## Besondere Routen und Strecken

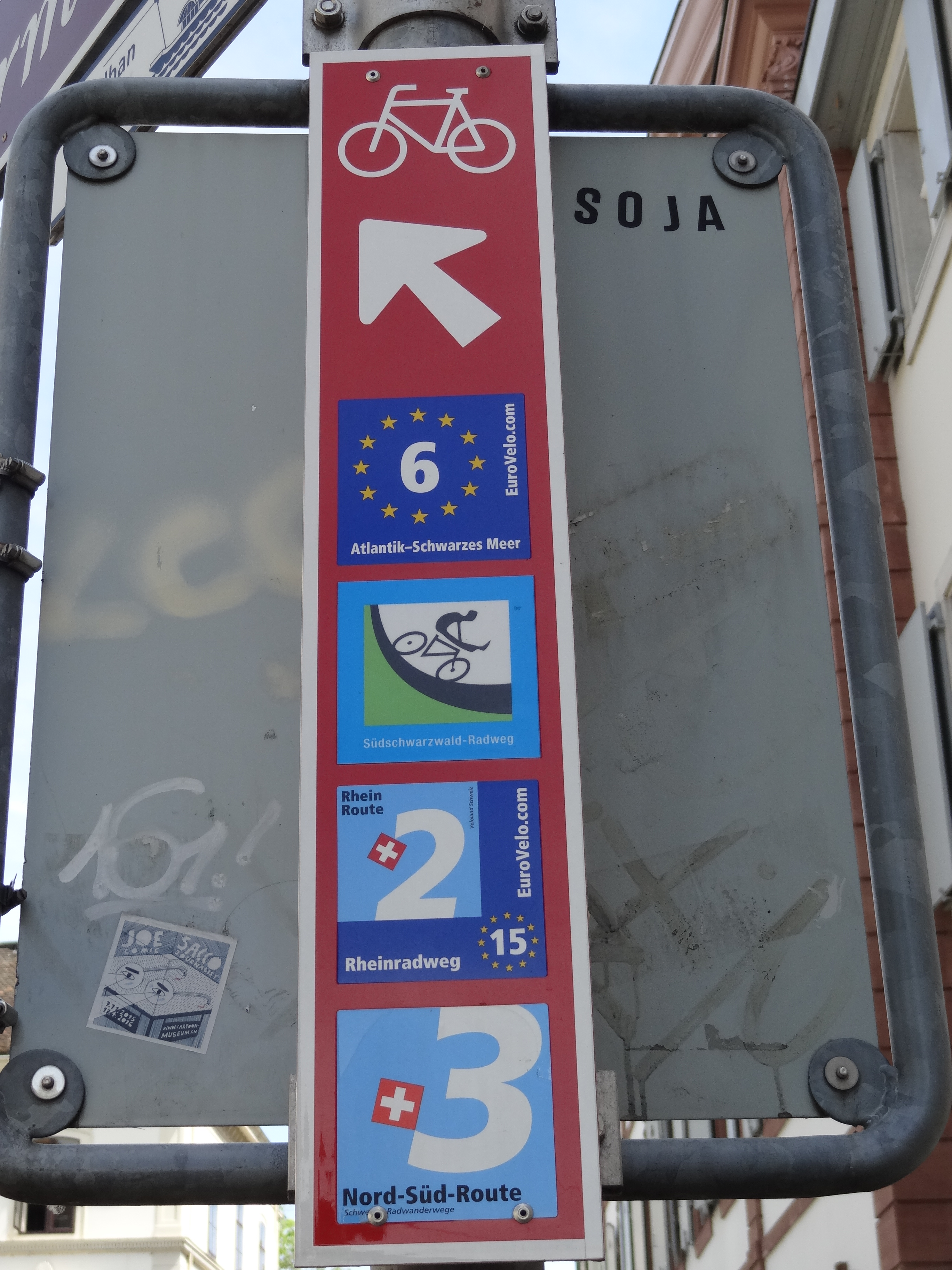
Wegweiser für die Routen Eurovelo 6 und 15, die nationalen Velorouten 2 und 3 sowie den Südschwarzwald-Radweg

### Radwanderrouten
Basel ist ein eigentlicher Verkehrsknotenpunkt für europäische und nationale Radwanderrouten. Die nationalen Velorouten 2 und 3  des Netzes von Veloland Schweiz, die Rhein-Route und die Nord-Süd-Route starten, beziehungsweise enden in Basel. Drei europäische Radwanderwege des Netzes EuroVelo führen durch Basel, die Via Romea Francigena (EV5), die Route Atlantik - Schwarzes Meer (EV6) sowie der Rheinradweg (EV15), der in der Schweiz deckungsgleich zur nationalen Veloroute 2 verläuft. Auch regionale und lokale Velorouten beginnen oder enden in Basel, zum Beispiel die regionale Veloroute 23, Basel-Franches-Montagnes.
Von Deutschland aus verläuft der Südschwarzwaldradweg als Rundweg von Hinterzarten aus über Waldshut-Tiengen, Basel und Freiburg.
In Basel endet der 54 Kilometer lange Wiesental Radweg, der von Todtnau kommend quer durch den Landkreis Lörrach bis in die Schweiz führt.

### Mountainbikerouten
Die nationale Mountainbikeroute 3 Jura Bike startet in Basel, sie gehört zum Routennetz von Mountainbikeland Schweiz von SchweizMobil.
Baselland Tourismus, der Tourismusförderverein des benachbarten Kanton Basel-Landschaft, gibt  eine Übersichtskarte «Baselland Mountainbike» heraus.  Darin sind Mountainbike-Touren, Trails sowie Bike-Parks mit Restaurants und Sehenswürdigkeiten entlang der Touren gelistet. Die Karte ist unter dem Namen BIKEBASELLAND auch im Internet abrufbar.

## Zahlen und Statistiken
Der Kanton Basel-Stadt misst den Veloverkehr an 20 Dauerzählstellen, die ersten Zählstellen am Dorenbachviadukt und an der Schwarzwaldbrücke wurden 1993 in Betrieb genommen. Die Daten zeigen einen kontinuierlichen Anstieg der Velofahrten. Zwischen 2010 und 2023 wird ein «wetterbereinigter» Anstieg um 65 % ausgewiesen.
In den Verkehrsberichten werden die Verkehrsdaten jeweils mit den Niederschlagsmengen und den Durchschnittstemperaturen überlagert, nicht ausgewiesen werden Schulferien. Bei den Auto- und den Fussverkehrsdaten werden keine Witterungsangaben mitdargestellt.

## Vereine, Initiativen, Anlässe
- Pro Velo beider Basel
- Swiss Cycling beider Basel, Dachverband von Velovereinen beider Basel